# Gabri (Fußballspieler, 1985)
Gabri, mit vollem Namen Gabriel Gómez Román (* 4. April 1985 in Barcelona), ist ein spanischer Fußballspieler.
Gabri begann seine Fußballerkarriere bei Deportivo Alavés, zuerst in der B-Mannschaft, die in der Segunda División B spielte, dann zwischen 2006 und 2008 in der ersten Mannschaft in der Segunda División.
Gabri spielt seit der Saison 2012/13 in der Segunda División B beim FC Badalona als Stürmer.